# Potentilla versicolor
Potentilla versicolor es una especie de planta del género Potentilla, perteneciente a la familia Rosaceae.

## Taxonomía
Potentilla versicolor fue descrita por Per Axel Rydberg en 1908.

## Distribución
Se encuentra en el territorio de Nevada y Oregón.